# Dominique Harmel
Dominique Marie Gilbert Marcel graaf Harmel (Luik, 5 mei 1955) is een Belgisch politicus.

## Levensloop
Harmel studeerde af als licentiaat in de rechten en is sinds 1984 advocaat aan de balie van Brussel. Hij verdiepte zich in handelsrecht, vennootschapsrecht, vermogensrecht, medisch recht, vastgoedrecht, stedenbouwrecht, verzekeringsrecht en bankrecht.
Hij is een zoon van Pierre Harmel (1911-2009), een vooraanstaand politicus voor de christendemocratische PSC die van 1965 tot 1966 eerste minister was. Dominique Harmel trad in zijn politieke voetsporen en werd in oktober 1988 voor de PSC verkozen tot gemeenteraadslid van Sint-Pieters-Woluwe, een functie die hij nog steeds uitoefent.
Van juli 1989 tot juni 1999 zetelde hij in het Brussels Hoofdstedelijk Parlement, waar hij van december 1991 tot maart 1994 en opnieuw van juni 1995 tot juni 1999 fractievoorzitter was voor zijn partij. Van juni 1995 tot juni 1999 maakte Harmel tevens deel uit van het Parlement van de Franse Gemeenschap, waar hij vicevoorzitter was van de commissie Financiën, Begroting en Algemene Zaken. Van maart 1994 tot juni 1995 was hij bovendien minister van Openbare Werken, Communicatie en Renovatie van Verlaten Economische Sites in de Brusselse Hoofdstedelijke Regering. Bij de verkiezingen van juni 1999 kreeg Harmel de tweede plaats op de PSC-lijst voor het Europees Parlement, maar hij raakte niet verkozen.
In februari 2000 verliet Harmel de PSC uit onvrede met de progressievere koers die de partij onder het voorzitterschap van Joëlle Milquet ging varen. Na de omvorming van PSC tot cdH in 2002 lag hij aan de basis van de oprichting van CDF, een partij van rechts-conservatieve en Belgicistische christendemocraten, die in 2013 bij gebrek aan electoraal succes werd opgedoekt. Bij de Brusselse gewestverkiezingen van mei 2014 stond hij vervolgens als onafhankelijke op de FDF-lijst voor het Brussels Hoofdstedelijk Parlement. Harmel raakte echter niet verkozen.
Op lokaal niveau stond Harmel in 2000 en 2006 in Sint-Pieters-Woluwe als onafhankelijke op de liberale Liste de la Bourgmestre van de burgemeesters Jacques Vandenhaute en Willem Draps. Onder hun bestuur was hij van 2001 tot 2012 OCMW-voorzitter van de gemeente. In 2012 verliet hij de LB uit onvrede met het beleid onder Willem Draps en kwam samen met enkele andere ontevreden LB'ers op met de lijst Gestion Communale. Deze lijst behaalde twee zetels, waarvan een voor Harmel, en werd opgenomen in de bestuursmeerderheid onder leiding van de christendemocraat Benoît Cerexhe. Sinds 2012 is Harmel schepen van Financiën en Begroting en sinds 2024 is hij tevens bevoegd voor Internationale en Europese Zaken. Bij de gemeenteraadsverkiezingen van oktober 2018 en die van oktober 2024 werd Harmel herkozen als onafhankelijke op de Liste Bourgmestre van Benoît Cerexhe. 